# Football Club Châtelineau
Dernière mise à jour : 30 juin 2011.
Le Football Club Châtelineau est un ancien club de football belge, localisé dans la commune de Châtelet, en Province de Hainaut. 
Fondé en 1925, il était porteur du matricule 515. Il joue 3 saisons en Promotion, alors troisième et dernier niveau national, dans les années 1930. Le club arrête ses activités en 1937 et est radié par la Fédération belge.

## Résultats dans les divisions nationales
Statistiques clôturées, club disparu

### Bilan
| Niv | Divisions     | Jouées | Titres | TM Up | TM Down |
| --- | ------------- | ------ | ------ | ----- | ------- |
| I   | 1re nationale | 0      | 0      |       |         |
| II  | 2e nationale  | 0      | 0      |       |         |
| III | 3e nationale  | 3      | 0      |       |         |
| IV  | 4e nationale  | 0      | 0      |       |         |
| V   | 5e nationale  | 0      | 0      |       |         |
|     |               |        |        |       |         |
|     | TOTAUX        | 3      | 0      | 0     | 0       |

- TM Up : test-match pour départager des égalités, ou toutes formes de Barrages ou de Tour final pour une montée éventuelle.
- TM Down : test-match pour départager des égalités, ou toutes formes de Barrages ou de Tour final pour le maintien.

### Classements saison par saison
| Ordre             | Saison  | Nom du club                                     | Niveau                                          | Classement final                                | Remarques                                       |
| ----------------- | ------- | ----------------------------------------------- | ----------------------------------------------- | ----------------------------------------------- | ----------------------------------------------- |
| 1                 | 1931-32 | FC Châtelineau                                  | Promotion (D3) série C                          | 11e/14                                          | Relégué!                                        |
| séries régionales |         |                                                 |                                                 |                                                 |                                                 |
| 2                 | 1933-34 | FC Châtelineau                                  | Promotion (D3) série C                          | 10e/14                                          |                                                 |
| 3                 | 1934-35 | FC Châtelineau                                  | Promotion (D3) série B                          | 13e/14                                          | Relégué!                                        |
| séries régionales |         |                                                 |                                                 |                                                 |                                                 |
| X                 | 1937    | Arrêt des activités, le matricule 515 disparaît | Arrêt des activités, le matricule 515 disparaît | Arrêt des activités, le matricule 515 disparaît | Arrêt des activités, le matricule 515 disparaît |